# Eleição papal de 1287–1288

Brasão papal de Sua Santidade o Papa Nicolau IV

A eleição papal de 1287–1288 foi a reunião de eleição papal realizada após a morte do Papa Honório IV. Durou de 4 de abril de 1287 a 22 de fevereiro de 1288 e resultou na eleição do cardeal Girolamo Masci como Papa Nicolau IV, sendo o primeiro franciscano Pontífice. Esta foi a eleição mais mortífera da história, pois o Colégio Cardinalício foi assolado por uma peste de malária que vitimou 6 cardeais durante a sede vacante.

## Cardeais eleitores
| Criado por              | Cardeais | Por Cento |
| ----------------------- | -------- | --------- |
| Papa Urbano IV (UIV)    | 02       | 12,5 %    |
| Papa Nicolau III (NIII) | 06       | 37,5 %    |
| Papa Martinho IV (MIV)  | 07       | 43,75 %   |
| Papa Honório IV (HIV)   | 01       | 6,25 %    |
| Total                   | 16       | 100 %     |

Na eleição iniciaram participando 16 cardeais, mas seis dos cardeais faleceram durante a sede vacante.
1. Bentivegna de Bentivegni, O.F.M., Cardeal-Decano e Penitenciário-Mór. (NIII)
2. Latino Malabranca Orsini, O.P. (NIII)
3. Bernard de Languissel (MIV)
4. Giovanni Boccamazza (NIII)
5. Gerardo Bianchi, provavelmente ausente. (HIV)
6. Girolamo Masci, O.F.M. (eleito com o nome Nicolau IV) (NIII)
7. Jean Cholet (MIV)
8. Matteo Orsini Rosso, protodiácono. (UIV)
9. Giacomo Colonna (NIII)
10. Benedetto Caetani, sênior.(futuro Papa Bonifácio VIII) (MIV)
11. Goffredo da Alatri †, morto durante a sede vacante (3 de abril de 1287) e primeiro protodiácono. (UIV)
12. Giordano Orsini †, morto durante a sede vacante (8 de setembro de 1287) (NIII)
13. Hugo de Evesham †, morto durante a sede vacante (4 de setembro de 1287) (MIV)
14. Gervais Jeancolet de Clinchamp †, morto durante a sede vacante (15 de setembro de 1287) (MIV)
15. Glusiano de Casate †,morto durante a sede vacante (8 de abril de 1287) (MIV)
16. Geoffroy de Bar †, morto durante a sede vacante (21 de agosto de 1287) (MIV)

## Deliberações
As mortes dos cardeais são geralmente atribuídas à malária. Depois da morte dos seis cardeais, os eleitores restantes, com exceção de Masci, saíram de Roma e voltaram a reunir-se em 15 de fevereiro. Enquanto Masci estava em Santa Sabina em Roma, os cardeais o elegeram imediatamente depois de sua reunião, mas ele se negou até que fosse reeleito em 22 de fevereiro. Pensava-se nessa altura de manter Masci, que havia sobrevivido a um incêndio em seu quarto para "purificar" os vapores pestilentos.
A eleição ocorreu próxima de Santa Sabina no Aventino, no palácio Savelli, Corte Savella, que Papa Honório IV tinha construído e utilizado como residência de fato papal. De acordo com Phillip Smith, Nicolau IV, como seu predecessor, "um partidário indissimulado dos interesses franceses" e "outro exemplo do uso desonesto da autoridade espiritual com fins políticos, mediante a liberação de Carlos II de Nápoles desde um juramento inconveniente com Afonso III de Aragão".